# 田辺平学
田辺 平学（たなべ へいがく、1898年1月17日 - 1954年2月3日）は、日本の建築構造学者、防災研究者、建築家。日本の建築物、都市の不燃化の研究、啓蒙に務めた。東京工業大学名誉教授。

## 経歴
田辺政之助の子として京都府で生まれる。
1922年、東京帝国大学工学部建築学科卒業後、神戸高等工業学校講師。
1925（大正14)年、建築構造学研究のため、欧米に出張。ドイツとイギリス、アメリカ合衆国へ2年間滞在する。ドイツでは商店で火事に遭遇する。
帰国後の1929年、神戸高等工業学校教授。「鉄筋混凝土版の基本的事項に関する研究」で工学博士号を取得。東京工業大学教授を兼任。
1931年、日本建築学会学術賞受賞。1934(昭和9)年、東京工業大学建築材料研究所員を兼任。1937（昭和12)年、中華民国へ出張。1940（昭和15)年、海軍省建築局囁託。欧州に出張(1942満州国へ出張）。1943（昭和18)年、企画院委員。
1945（昭和20)年、帝都改造委員会委員。戦後対策審議会委員。
1947（昭和22)年、東京工業大学建築材料研究所所長（1953年まで）。同年から日本損害保険協会主催の都市防火講演会講師として80数都市で講演。各地を回り啓蒙に務めた。
- 「耐震壁に関する実験的研究」で1940年度建築学会学術賞、「組立鉄筋コンクリート構造」で1952年に発明賞受賞。

妻は法学者の田辺繁子。

## 著書
- 耐震建築問答 附・耐風・耐火・防空 丸善, 1933.
- 高等建築学 第9巻 鉄筋コンクリート構造 二見秀雄共著　常磐書房, 1934.
- ドイツ防空・科学・国民生活 相模書房, 1942.
- 空と国 防空見学欧米紀行 相模書房, 1943.
- 不燃都市 防空都市建設の世界的動向と我国の進路 河出書房, 1945.
- 防空教室 研進社, 1945.1.
- 都市再建の新構想 朝日新聞社, 1946.
- 明日の都市 相模書房, 1947.
- 世界の家 21のナゾ 扶桑書房, 1949.
- 耐火建築 資料社, 1951.
- 都市防火 全国都市の防火診断と対策 第1 (東日本篇) 相模書房, 1952.
- 家・地震・台風 読売新聞社, 1954. 読売新書
- 火風地震 石崎書店, 1954.